# 高山扁枝石松
高山扁枝石松（学名：Diphasiastrum alpinum）为石松科扁枝石松属下的一个种。